# Свято-Вознесенский Дубовский монастырь
Свято-Вознесенский Дубовский монастырь — женский монастырь в городе Дубовка Волгоградской области (в подчинении Волгоградской епархии)

## История
Основан в 1871 году в виде женской общины при посаде Дубовке на правом берегу реки Волги, в 40 километрах от города Царицына (нынешнего Волгограда). На устройство обители пожертвовали по 18 тысяч рублей протоиерей Иоанн Покровский и мещанин Посохин. В 1892 году община становится внештатным общежительным женским монастырём. В начале XX века в монастыре было около 270 сестёр.
После Октябрьской революции монастырь был закрыт, в его зданиях размещались различные учреждения. Были разрушены храмы Вознесения Господня и Пресвятой Богородицы, а также стены.
В 1991 году монастырь возрождён. В начале 2000-х годов настоятельницей была сестра Анна (Ерофеева).
Свято-Вознесенский женский монастырь был основан 7 ноября (по старому стилю) 1865 года. Основателем, учредителем и строителем будущего монастыря был протоиерей Иоанн Алексеевич Покровский — благочинный Дубовского округа, служивший в Успенском соборе посада Дубовка Царицынского уезда Саратовской губернии.
Протоиерей Иоанн Покровский и мещанин Матвей Посохин на имя Преосвященного Иоанникия, епископа Саратов¬ского и Царицынского, послали письмо о создании женской общины. В письме-обращении мы читаем дословно: "Протоиерей Иоанн Покровский и мещанин Матвей Посохин для блага тамошнего степного края хотят «насадить благочестие через основание женского монастыря».
отец протоиерей усердно и долго молился, изливая слезы. Впоследствии на этом месте, где он молился, вырыт был коло¬дезь с приятной на вкус водою, существующий и до сего времени.
Осенью 186 5 года отец Иоанн освятил место для первой келий. Собрались первые насельницы числом в пять человек. Первой начальницей монашеской общины стала по выбору отца Иоанна рясофорная послушница Виталия из города Бежецка.

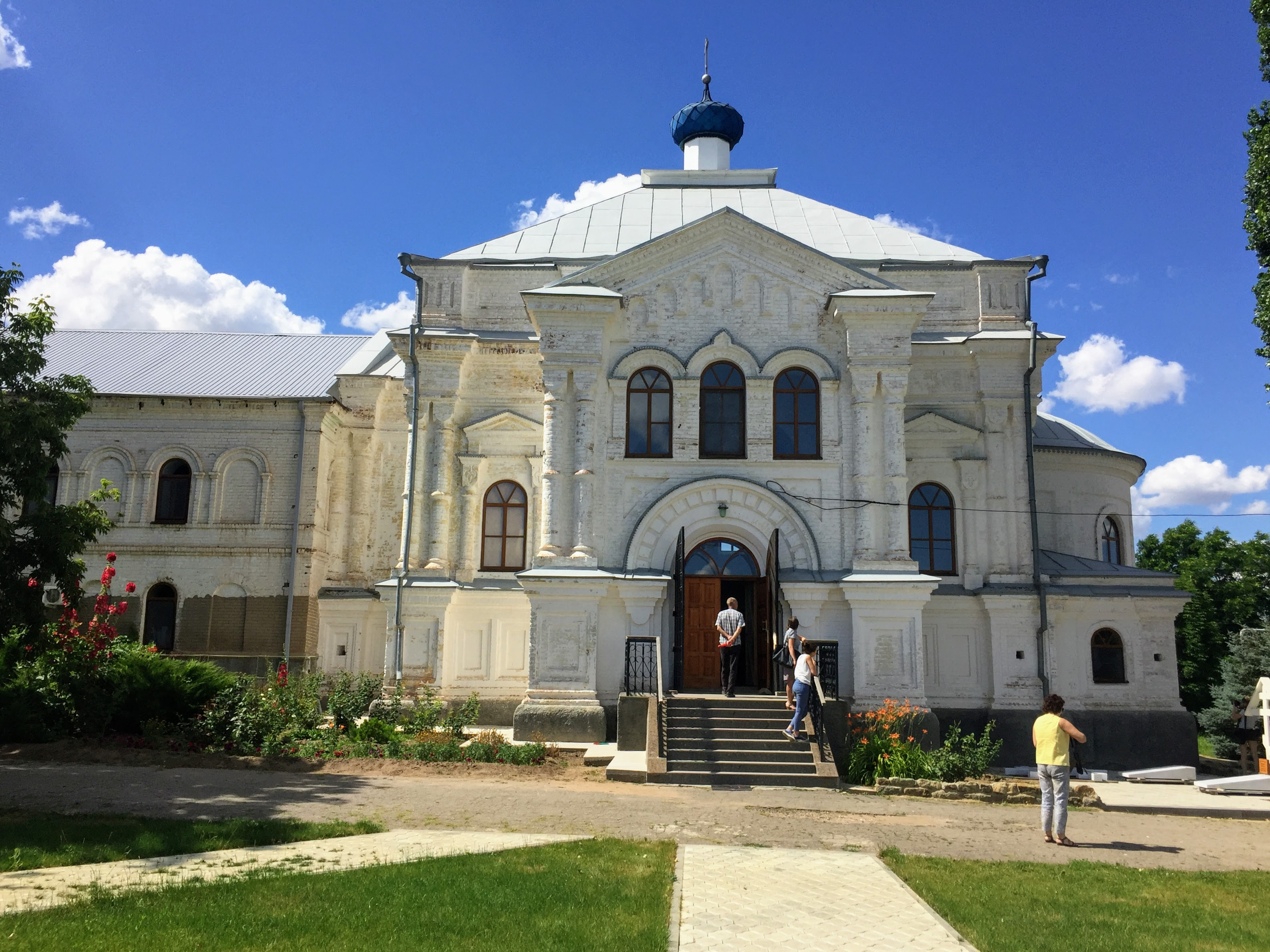
Церковь Иоанна Предтечи. 2016 год.

29 мая 1880 года на праздник Вознесения Господня в присутствии Преосвященного Тихона был заложен собор в честь Вознесения Господня. В 1904 году игумения Виталия отказалась от должности игумений по болезни, и по своему желанию и желанию сестёр сдала, с разрешения Епархиального начальства, все монастырское управление матушке Августе, которая с 1904 года значилась по бумагам исполняющей должность настоятельницы. В 1906 году матушка Августа была утверждена в должности настоятельницы. В 1909 году 21 мая матушка Августа получила сан игумений, причём для вручения ей посоха изволил приехать в монастырь лично Преосвященнейший Гермоген епископ Саратовский. В 1913 году за ревностную службу и за понесённые труды для блага монастыря в продолжении 45 лет игумения Августа была награждена наперсным золотым крестом. На 1-е января 1915 года в монастыре состояло 60 монахинь и 289 послушниц.
Монастырь имел собственный кирпичный завод, подворье в Царицыне, в Дубовке, в селе Городище около Красного колодца (ныне источник св. мчц. Параскевы). С наступлением в России эпохи новой богоборческой власти в истории монастыря открылась одна из самых трагических страниц. В 1919 году заведующий отделом народного образования Губин открывает здесь городок под названием «Коммунист» и арестовывает двух монахинь якобы за грубое обращение с детьми приюта. Около 1920 года были расстреляны несколько монахинь во главе с настоятельницей монахиней Антонией. В марте 1922 года под предлогом борьбы с голодом безбожники проводят опись ценностей монастыря и забирают 2 пуда и 2 с четвертью фунта серебра. Из строений первым разрушили Вознесенский собор, кирпичи от которого просто растащили. Второй, зимний, храм превратили сперва в клуб, а затем в склад. В стенах обители попеременно обосновывались то школа красных комиссаров, то колония несовершеннолетних преступников, то курсы механизаторов, а под конец большевистского правления — школа-интернат для умственно отсталых детей. Уже в 1970-е годы развалили стены с уникальными воротами.
В 1991 году распоряжением исполкома Волгоградского областного Совета народных депутатов Свято-Вознесенский женский монастырь был возвращён Русской Православной Церкви. 06.06.1992 г. был найден и открыт разграбленный большевиками склеп о. Иоанна Покровского, ныне ковчег с его мощами находится в храме. В мае 1993 года старшей сестрой здесь становится монахиня Христина, приехавшая из г. Тулы. В 1997 году она назначается настоятельницей с возложением наперсного креста по должности. Все передавалось сёстрам в таком разбитом и изношенном состоянии, что некоторые здания пришлось строить заново. Матушка Христина, показывая пример сёстрам, обучала их, недавно начавших свою церковную жизнь, основным послушаниям, пекла просфоры, готовила трапезу, пела и читала на клиросе, объясняла азы монашеской жизни. Будучи тяжелобольной, матушка Христина в сентябре 1998 года принимает постриг в Великую ангельскую схиму с именем Валентины. В праздник Воздвижения Честнаго и Животворящего Креста Господня 27 сентября 1998 года схимонахиня Валентина отошла ко Господу в возрасте 47 лет. Старшей сестрой становится монахиня Анна.
В последующие годы строится звонница, закладывается виноградник и сад. Был вырыт и зарыблен пруд, обрабатываются монастырские земли, засевается пшеница, ячмень, травы. Очищается и восстанавливается колодец батюшки Иоанна Покровского.